# Papa Miltiade
Papa Miltiade sau Melchiade (n.  ?, Roma, Italia – d. 11 ianuarie 314 d.Hr., Roma, Imperiul Roman) a fost al 32-lea papă al Bisericii Catolice, care îl și venerează ca sfânt. A pontificat de la 2 iulie 310 sau 311 până la  10 sau 11 ianuarie 314.

## Început
Se pare că Papa Miltiade a fost african de origine, dar nu se cunosc prea multe detalii despre persoana sa. A fost ales după o perioadă de sede vacante, care a urmat după moartea papei Eusebiu pe data de 17 august 310 (după alte surse 309), imediat după ce Papa Eusebiu a fost exilat în Sicilia.

## Toleranța
Miltiade a devenit papă după ce împăratul roman Galerius a dat un edict de toleranță la 30 aprilie 311, care termina perioada de persecuție a creștinilor. În timpul pontificatului său, în anul 313, Edictul de la Milano a fost aprobat de tetrarhii Constantin și Licinius, care declară neutralitatea în privința creștinismului ca și cult religios și restituirea proprietăților Bisericii. Constantin i-a dăruit papei Miltiade Palatul Lateran, care va deveni pentru o perioadă lungă de timp reședință papală.

## Achitare șierezie
În același an, 313, Papa Miltiade a prezidat Conciliul Lateran din Roma, unde Cecilian a fost achitat de acuzațiile care i-au fost aduse iar Donatus a fost condamnat ca eretic.

## Martir sau nu?
În secolul al treisprezecelea, sărbătoarea Sfântului Meltiade a inclus calificativul de „martir”  în calendarul roman, după unele surse în mod eronat, pentru a fi celebrată pe 10 decembrie. În 1969 sărbătoare a fost mutată din calendarul liturgic de celebrări obligatorii în ziua morții sale, pe 10 ianuarie, cu numele Miltiade și fără calificativul de „martir”.

## Bibliografia
- 1. Annuario Pontificio 2008 (Libreria Editrice Vaticana ISBN 978-88-209-8021-4), p. 8
- 2. Calendarium Romanum (Libreria Editrice Vaticana 1969), p. 148
- 3. Martyrologium Romanum (Libreria Editrice Vaticana 2001 ISBN 88-209-7210-7)